# Amblystegium cuspidarioides
Amblystegium cuspidarioides är en bladmossart som beskrevs av Brotherus och Emile Emilio Levier 1906. Amblystegium cuspidarioides ingår i släktet Amblystegium och familjen Amblystegiaceae. Inga underarter finns listade i Catalogue of Life.